# Элвис. Ранние годы
«Элвис: Ранние годы» (англ. Elvis: The Early Years) — биографический мини-сериал CBS 2005 года, снятый режиссёром Джеймсом Стивеном Сэдвитом по сценарию Патрика Шина Дункана. В нём рассказывается о становлении американской музыкальной иконы Элвиса Пресли от его школьных лет до международной суперзвезды. Майерс получил премию Золотой глобус за лучшую мужскую роль в мини-сериале или телефильме за исполнение роли Элвиса Пресли.

## Сюжет
Картина «Элвис. Ранние годы» повествует о жизни одного из величайших певцов XX века Элвиса Пресли, человека, которого все называли Королем. Королем Рок-н-рола! Этот фильм является фильмом-биографией. Здесь всё предельно исторично. Прекрасна игра актёра Джонатана Рис-Майерса, который очень похож на Элвиса. Используются песни в исполнении Пресли, что замечательно: всегда приятно послушать короля рок-н-ролла.

## В ролях
- Джонатан Рис Майерс — Элвис Пресли
- Роуз Макгоуэн — Энн-Маргрет
- Рэнди Куэйд — Том Паркер
- Кэмрин Мангейм — Глэдис Пресли
- Роберт Патрик — Вернон Пресли
- Тим Гуини — Сэм Филлипс
- Антония Бернат — Присцилла Пресли

## Награды и номинации
| Год  | Ассоциация                        | Категория                                                                   | Номинант                                         | Результат |
| ---- | --------------------------------- | --------------------------------------------------------------------------- | ------------------------------------------------ | --------- |
| 2005 | Primetime Emmy Awards             | Outstanding Miniseries                                                      | Elvis                                            | Номинация |
| 2005 | Primetime Emmy Awards             | Outstanding Lead Actor in a Miniseries or a Movie                           | Jonathan Rhys Meyers                             | Номинация |
| 2005 | Primetime Emmy Awards             | Outstanding Supporting Actor in a Miniseries or a Movie                     | Randy Quaid                                      | Номинация |
| 2005 | Primetime Emmy Awards             | Outstanding Supporting Actress in a Miniseries or a Movie                   | Camryn Manheim                                   | Номинация |
| 2005 | Primetime Emmy Awards             | Outstanding Casting for a Miniseries, Movie, or a Special                   | Mary Jo Slater, Steve Brooksbank and Beth Blanks | Номинация |
| 2005 | Primetime Emmy Awards             | Outstanding Costumes for a Miniseries, Movie or a Special                   | Eduardo Castro and Helen Monaghan                | Номинация |
| 2005 | Satellite Awards                  | Best Miniseries or Television Film                                          | Elvis                                            | Победа    |
| 2005 | Satellite Awards                  | Best Actor — Miniseries or Television Film                                  | Jonathan Rhys Meyers                             | Победа    |
| 2005 | Satellite Awards                  | Best Supporting Actor — Series, Miniseries or Television Film               | Randy Quaid                                      | Победа    |
| 2005 | Satellite Awards                  | Best Supporting Actress — Series, Miniseries or Television Film             | Camryn Manheim                                   | Номинация |
| 2006 | Directors Guild of America Awards | Outstanding Directorial Achievement in Movies for Television and Miniseries | James Steven Sadwith                             | Номинация |
| 2006 | Golden Globe Awards               | Best Actor — Miniseries or Television Film                                  | Jonathan Rhys Meyers                             | Победа    |
| 2006 | Golden Globe Awards               | Best Supporting Actor — Series, Miniseries or Television Film               | Randy Quaid                                      | Номинация |
| 2006 | Golden Globe Awards               | Best Supporting Actress — Series, Miniseries or Television Film             | Camryn Manheim                                   | Номинация |